# Neuf-Brisach
Neuf-Brisach erődített település és közösség Haut-Rhin megyében, Franciaországban, Elzász régióban. Lakosainak száma 1944 fő (2022. január 1.). Neuf-Brisach Volgelsheim és Wolfgantzen községekkel határos.  Az erődített város Franciaország és a Szent Római Birodalom, majd a német államok közötti határ védelmére szolgált. Az 1697-es Rijswijki békeszerződés után épült, amelynek következtében Franciaország elvesztette a Rajna túlsó partján fekvő Breisach városát. A város neve azt jelenti: Új Breisach. 
A város ma az UNESCO Világörökség része. 

## Története
Az erődített város építése 1698-ban kezdődött meg a XIV. Lajos szolgálatában álló katonai mérnök, Vauban tervei alapján. Vauban 1707-ben halt meg, és ezt az utolsó művét Louis de Cormontaigne fejezte be. A város alaprajza az akkoriban népszerű "ideális város" alaprajza volt, szabályos négyzetrácsos utcarendszerrel egy nyolcszögletű erődítményen belül. A négy tömb közepén egy központi tér kapott bőséges teret, amelyet egy impozáns templom szegélyez. Az egyes tömböket magánfejlesztésre kínálták, akár mint jómódú házakat magánkertekkel, vagy mint kereskedelmi célú bérbeadásra szánt ingatlanokat. Az egyszerűbb lakásokat hosszú bérházak formájában, az egyes függönyfalakon belül építették, ami egyben azt is elősegítette, hogy a jobb házak védettebbek legyenek az ágyútűz veszélyétől. A bejutást a négy fő függönyfalba épített nagy méretű kapu biztosította. 
A város erődítése Vauban utolsó munkája, és egyben a "Harmadik rendszer" csúcspontja. Két védelmi vonala van, egy belső vonal, a várost körülvevő bástyafallal, és egy külső védelmi vonal, a koncentrikus csillag alakú földsáncok rendszere. A védőfal nagyrészt nyolcszögletű, az egyes szárnyak nagyjából három részre vannak osztva, a külső bástya pedig kissé kilóg, hogy a falak közepét szegélyezze. Minden sarokban volt egy-egy magasított, kiemelkedő, ötszögletű bástyatorony, amelyek a rendszer legmagasabb pontjai voltak. A külső földsáncok mélyek voltak, és nagyobb területet foglaltak el, mint maga a város. A belső falakat a függönyfalak középpontja előtt támfalak, a bástyák előtt pedig ellenvédművek vették körül. Minden függönyfal közepe előtt egy-egy nagy tetraéderes ravelin állt, a kapuk előtt levőket pedig szintén egy-egy reduit zárta le hátulról. Az összes földsánc mellett egy fedett út húzódott.
A város a Második világháborúban ugyan károkat szenvedett, de még mindig jól látható példája a XVIII. század eleji legújabb kori erődítésnek. 

## Emberek
- François-Joseph Offenstein (1760-1837), a város főparancsnoka a francia függetlenségi háborúk idején.
- Louis Schlaefli (1938), könyvtáros
- Sébastien Le Prestre de Vauban (1633-1707), hadmérnök, és a város erődítésének tervezője.

## Népesség
A település népességének változása:
| Lakosok száma | 1973 | 1938 | 1932 | 1931 | 1947 | 1963 | 1955 | 1947 | 1944 |
|               | 2013 | 2015 | 2016 | 2017 | 2018 | 2019 | 2020 | 2021 | 2022 |

## Galéria

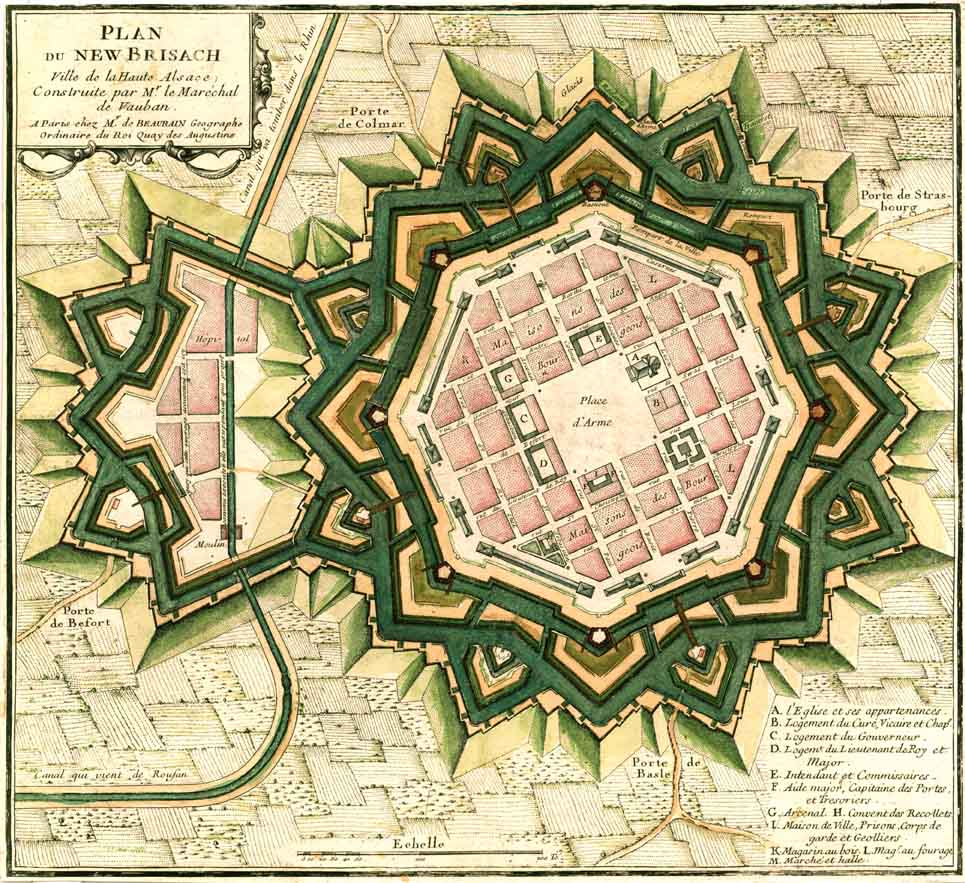
A város és az erődítmények alaprajza
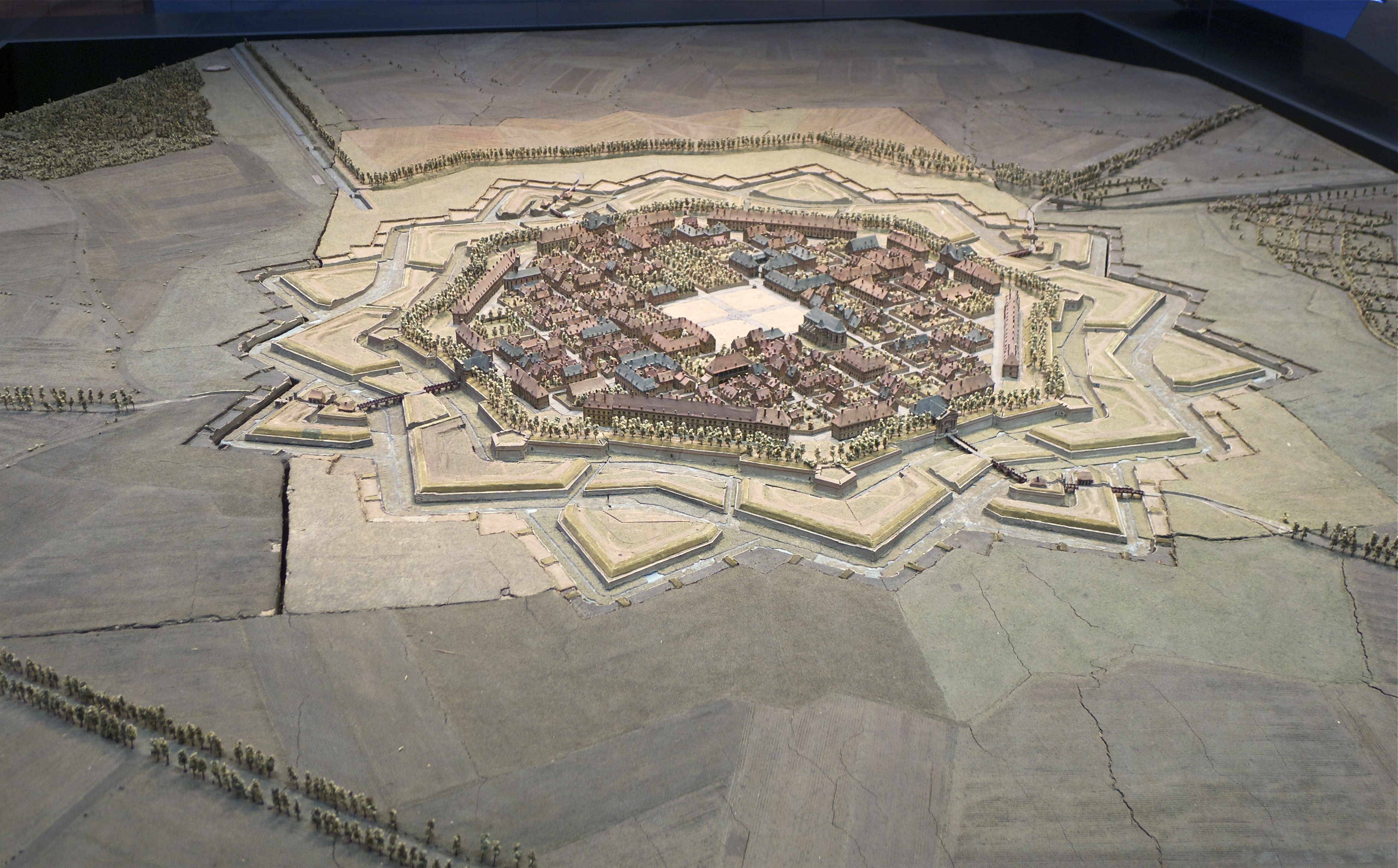
A terv domborműve
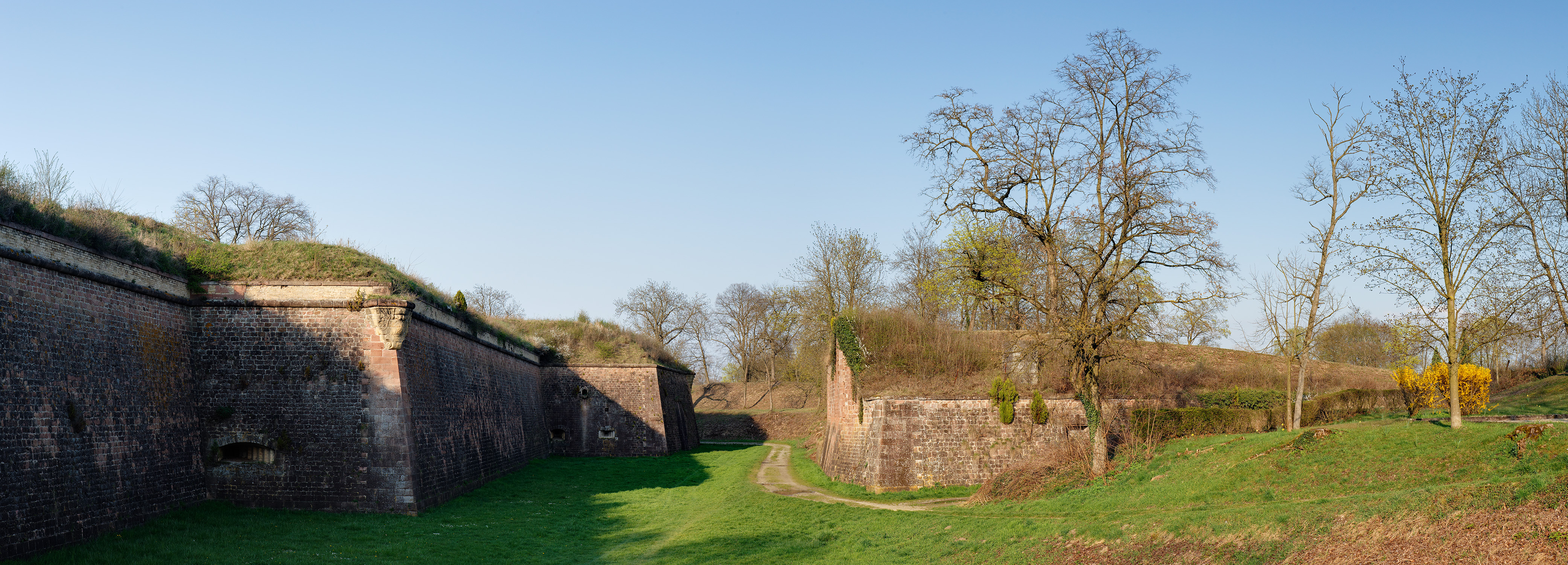
A Vauban által tervezett várárkok és erődítmények